# Florian Jozefzoon
Florian Jozefzoon, né le 9 février 1991 à Saint-Laurent-du-Maroni en Guyane, est un footballeur international surinamien évoluant au poste d'ailier au Bandırmaspor.

## Biographie
Le 20 juillet 2018, il rejoint Derby County. Le 15 octobre 2020, il est prêté à Rotherham United.

## Palmarès
- Championnat des Pays-Bas en 2011, 2015 et 2016